# Disney's World of Color
Disney's World of Color es un nuevo show nocturno estrenado el 11 de junio de 2010 en Disney's California Adventure, parte del Disneyland Resort en Anaheim, California. Diseñado por Walt Disney Creative Entertainment, este show posee cerca de 1200 fuentes de agua con casi 1200 luces de LED cada una, incluyendo también varios tipos de lásers y lanzadores de llamas similares a los usados en espectáculos como Fantasmic! en Disneyland y Disney's Hollywood Studios en Walt Disney World en Lake Buena Vista, Florida. Además el show presenta proyecciones sobre el agua tematizadas en las películas de Disney acompañadas de música que cambia en las múltiples partes del show. Con la excepción de los eventos de Año Nuevo este es el primer show que debuta en Paradise Bay desde LuminAria en 2001. La música del espectáculo fue compuesta por Mark Hammond y Dave Hamilton.

## Construcción y desarrollo
El show fue inicialmente anunciado como parte del plan de expansión de Disney's California Adventure en 2007. En un principio se realizaron pruebas en 2007, cuando se hizo navegar una barcaza por la laguna de Paradise Pier y se usó para probar los efectos y dar a los Imagineers de Disney ideas acerca de como crear el show. Además, imágenes de esta etapa fueron utilizadas para promocionar el espectáculo más tarde.
La construcción de la estructura submarina se inició en noviembre de 2008 cuando comenzó a drenarse el agua de la laguna. La plataforma inició su construcción en enero de 2009. Poco menos de un año más tarde, en noviembre de 2009 el agua fue colocada nuevamente, iniciando las pruebas de los sistemas durante y luego de las horas de trabajo del parque, cuando muchos visitantes grabaron secuencias mostrando estos test que luego aparecieron en Internet. El 20 de abril de 2010 pero el 8 de junio de 2010 se presentó el espectáculo en la fiesta "radio contest party" donde se mostró el show pero con algunos detalles en la música y en el show un poco diferentes al de las pruebas generales y se programó el debut del espectáculo para el 11 de junio del mismo año.

## Elementos del show
El show incluye 1200 fuentes que pueden propulsar el agua a casi 200 pies en vertical. Cada fuente está equipada con un anillo de luz de LED. Además se creará con agua una pantalla de casi 380 metros de largo donde se realizarán proyecciones laser. A los lados de la laguna se ubican lanzallamas que pueden disparar fuego a más de 50 pies de altura. Se usarán además lanzadores de humo. Los domos de proyección se encuentran bajo el agua durante el día y a la hora del show son emergidos pudiendo proyectar luces y toda clase de vídeos.
A la hora del show, columnas con focos y "spotlights" se elevarán desde pozos ocultos alrededor de Paradise Bay. Para el espectáculo se crearon además secuencias de animación especial y exclusivas del show dibujadas por la artista Megan Brain, quién creó muchos personajes para el espectáculo. La música fue grabada en Abbey Road Studios en Londres, Inglaterra con más de 100 músicos. Además se construyó un área especial para ver el show denominada Paradise Park, que posee además para el día una pequeña fuente de agua al ras del suelo. Está situada en la orilla norte de la laguna y tiene capacidad para 6,000 espectadores, siendo similar al punto de espectadores del show Fantasmic! del parque vecino Disneyland. Las vallas de construcción colocadas alrededor de Paradise Park fueron colocadas en enero de 2009 y en abril de 2010 fueron retiradas. Para evitar que los visitantes ingresen ciertas áreas fueron colocadas otras menores.

## Música
(Lista no oficial)
- Wonderful World Of Color (introducción televisiva)
- World of Color (tema oficial)
- Part of Your World/Under The Sea (Parte de tu mundo/Bajo el Mar!)
- East Australian Current (Corriente Australiana del Este)
- Pini di Roma (de Fantasía 2000)
- Define Dancing (de Wall-E)
- Toy Story (secuencia)
- A Whole New World/Friend Like Me (Un Mundo Ideal/Amigo como Yo)
- Spring Sprite/Pocahontas Medley
- Little April Showers
- Yo, Ho, Yo, Ho! A Pirate's Life For Me / He's A Pirate
- Firebird Suite/Night On Bald Mountain/Hellfire
- The Stampede (La estampida)
- So Close/Beauty and the Beast (Tan cerca/La bella y la bestia)
- World of Color Finale

## Rumores
El 7 de abril de 2010 se lanzó en Internet un vídeo con algunos pasajes del show. Allí se apreciaron algunos cambios del espectáculo original cuya sinopsis se mostró para los fanes en septiembre de 2009: no se mostraron aún las escenas de Alicia en el País de las Maravillas, la parte de Pocahontas/Heimlich/Little April Showers fue colocada luego de A Whole New World y se agregaron segmentos de Hércules y Piratas del Caribe. También se rumorea que el CEO de Disney Robert Iger quería un soundtrack más contemporáneo y por esto se habría regrabado modificando el original.
Muchos de estos cambios se confirmaron cuando un segundo vídeo fue lanzado a Internet. Cuando se anunció la fecha de estreno Davison anunció que el segmento de Ariel se habría pasado al principio del show.
Disney lanzó un sitio especial de World of Color que contiene características interactivas, imágenes de renders y múltiples vídeos. A pesar de los rumores, el sitio muestra imágenes de los segmentos de Alicia en el País de las Maravillas y la Princesa y el Sapo que se decían eliminados.